# Шацберг, Джерри
Джерри Шацберг (англ. Jerry Schatzberg; род. 26 июня 1927) — американский фотограф и кинорежиссёр.

## Биография
Родился в Бронксе, Нью-Йорк. Окончил Университет Майами.
Работал как фотограф в таких журналах, как «Vogue», «Esquire» и «McCalls». Наиболее, по-видимому, известный снимок Шацберга — фотография на обложке альбома Боба Дилана «Blonde on Blonde» (1966).
Шацберг некоторое время работал как режиссёр телерекламы. В 1970 году дебютировал в большом кино фильмом «Загадка незаконнорождённого» с Фэй Данауэй. Он продолжал снимать такие фильмы, как «Паника в Нидл-парке» (1971), в котором Аль Пачино играл главную роль. В 1973 вышел фильм Шацберга «Пугало» и в том же году был представлен на Каннском кинофестивале, где на пару с «Наёмным работником» Алана Бриджеса получил «Золотую пальмовую ветвь». Кроме того, картина была отмечена и другими наградами. В 1987 году вышел его фильм «Уличный парень», в котором снимался Морган Фриман. За эту роль Фриман был номинирован на премию Оскар и Золотой глобус за лучшую мужскую роль второго плана.
Он был членом жюри Каннского кинофестиваля 2004 года.
Последний фильм — «День, когда вернулись лошадки» — был выпущен в 2000 году. В настоящее время Шацберг проживает в Нью-Йорке.

## Личная жизнь
В 1968 году Шацберг развелся со своей женой Корин в Сьюдад-Хуаресе, Мексика. У пары было двое детей. На момент развода Шацберг был широко известен как жених Фэй Данауэй, но Данауэй оставила Шацберга в 1968 году ради актёра Марчелло Мастроянни. В 1983 году он женился на французско-американской актрисе Морин Кервин, а  в 1998 году они развелись.

## Фильмография
- 1970 — Загадка незаконнорождённого / Puzzle of a Downfall Child
- 1971 — Паника в Нидл-Парке / The Panic in Needle Park
- 1973 — Пугало / Scarecrow
- 1976 — Сладкая месть / Sweet Revenge
- 1979 — Соблазнение Джо Тайнена / The Seduction of Joe Tynan
- 1980 — Жимолость / Honeysuckle Rose
- 1984 — Недопонимание / Misunderstood
- 1984 — Только большое чувство / No Small Affair
- 1987 — Уличный парень / Street Smart
- 1988 — Кровавые деньги, или История Клинтона и Надин / Blood Money: The Story Of Clinton And… — телефильм
- 1989 — Воссоединение / Reunion
- 1995 — Люмьер и компания / Lumière et compagnie (эпизод)
- 2000 — День, когда вернулись лошадки / The Day the Ponies Come Back